# Pelusios upembae
Espèce
Synonymes
- Pelusios bechuanicus upembae Broadley, 1981

Statut de conservation UICN

 DD  : Données insuffisantes
Pelusios upembae est une espèce de tortue de la famille des Pelomedusidae.

## Répartition
Cette espèce est endémique du Haut-Lomami au Congo-Kinshasa. Elle se rencontre dans le parc national de l'Upemba.

## Étymologie
Cette espèce est nommée en référence au lieu de sa découverte, le parc national de l'Upemba.

## Publication originale
- Broadley, 1981 : A review of the genus Pelusios Wagler in southern Africa (Pleurodira: Pelomedusidae). Occasional Papers of the National Museum of Rhodesia, B, Natural Science, vol. 6, no 9, p. 633-686.